# Adiantum meishanianum
Adiantum meishanianum är en kantbräkenväxtart som beskrevs av F.S.Hsu, Yea C.Liu och W.L.Chiou. Adiantum meishanianum ingår i släktet Adiantum och familjen Pteridaceae. Inga underarter finns listade.